# Bayko
Bayko var en brittisk byggleksak som uppfanns av Charles Plimpton, en tidig plastingenjör och entreprenör i Liverpool. Bayko marknadsfördes först i Storbritannien och exporterades sedan till hela Brittiska samväldet och blev ett världsomspännande varumärke mellan 1934 och 1967. Namnet härrörde från bakelit, en tidig variant av plast som ursprungligen användes för att tillverka många av delarna. Bayko var en av världens första kommersiella plastleksaker.

## Bayko-systemet
Bayko var i första hand avsett för uppförande av modellbyggnader. De rektangulära baserna av bakelit hade ett rutnät av hål, med avståndet 3/8 tum, i vilka tunna metallstavar, 1,9 mm i diameter, av olika längder, kunde placeras vertikalt. För att göra större modeller kunde två eller flera baser sammanfogas med hjälp av metallänkar som säkrades med skruvar genom hål i baserna. Bakelittegel, fönster och andra delar kunde sedan slitsas mellan par av stavar för att skapa byggnadens väggar. Andra vanliga delar var golv (tunna ark av hartsbundet papper med samma kvadratiska mönster av hål som baserna) och tak av olika typer. Det fanns också ett stort antal andra mer specialiserade delar.
I de ursprungliga uppsättningarna var baserna stora och brunfärgade; väggarna var mörkbruna och krämfärgade; taken var rödbruna; och fönster mörkgröna. Men 1937 etablerades de "riktiga" färgerna med röda eller vita väggar, gröna fönster och röda tak, även om baserna fortfarande var bruna.
En period av radikal förändring inleddes 1938 med introduktionen av den (nu) mycket eftertraktade 20-talsserien, genom vilken ett antal nya delar introducerades.  Sedan, 1939, utökades sortimentet genom "New Series" och nya delar tillkom och baserna fick ny färg, först i en fläckig grön färg.  Efter kriget var standardfärgerna röda och vita väggar, röda tak, gröna fönster och gröna baser, och trots vissa experiment med "råa" färger under åren omedelbart efter kriget förblev dessa kvar i byggsatserna fram till 1959 när Meccano tog över, ändrade färgerna till orangeröda och krämfärgade tegelstenar med gula fönster och grå bas.
Plimpton började övergången till polystyrendelar gradvis, från mitten av 1950-talet och framåt, en förändring som Meccano senare tog upp med entusiasm, eftersom den var så mycket billigare att tillverka. 
Men under Baykos sista tid, gick utvecklingen åt andra hållet både vad gällde material och färgschema, när man införde de så kallade "flänsade" eller "minimalistiska" delarna.
Under samma tid fanns Brickplayer som var en konkurrent till Bayko. Brickplayer-modellerna var mer autentiska och systemet mer flexibelt. Men det var också mer tidskrävande och intrikat. Bayko-modellerna var mer verklighetstrogna än konkurrenternas, men den ömtåliga bakeliten gick ofta sönder.